# David Melgueiro
David Melgueiro (ur. ? w Porto, zm. około 1673 w Porto) – portugalski żeglarz i odkrywca. Zgodnie z niektórymi źródłami, to jemu przypisać należy odkrycie Przejścia Północno-Wschodniego w 1660 roku, podczas podróży z Japonii do Portugalii. 
Zgodnie z relacją Madelleine, francuskiego szpiega w Portugalii,  Melgueiro dowodząc holenderskim statkiem Pai Eterno opuścił Kagoshimę w Japonii w marcu 1660 roku. Żeglując na północ dotarł do Atlantyku, pokonując Cieśninę Beringa. Osiągnął pułap 84°N, po czym ruszył w kierunku Szkocji i Irlandii. Dotarł do Porto około 1662 roku.
Jeśli informacje te są prawdziwe, znaczyłoby to, że dokonał tego dwa wieki przed Finem, Adolfem Erikem Nordenskiöldem.